# Sindaci di Lione
Di seguito l'elenco cronologico dei sindaci di Lione e delle altre figure apicali equivalenti che si sono succedute nel corso della storia.

## Terza Repubblica francese (1870-1940)
| Sindaci eletti dal Consiglio municipale (1870-1940) | Sindaci eletti dal Consiglio municipale (1870-1940) | Sindaci eletti dal Consiglio municipale (1870-1940) | Sindaci eletti dal Consiglio municipale (1870-1940) | Sindaci eletti dal Consiglio municipale (1870-1940) | Sindaci eletti dal Consiglio municipale (1870-1940) | Sindaci eletti dal Consiglio municipale (1870-1940) |
| Nominativo                                          | Nominativo                                          | Partito                                             | Partito                                             | Mandato                                             | Mandato                                             |                                                     |
| Nominativo                                          | Nominativo                                          | Partito                                             | Partito                                             | Inizio                                              | Fine                                                |                                                     |
| --------------------------------------------------- | --------------------------------------------------- | --------------------------------------------------- | --------------------------------------------------- | --------------------------------------------------- | --------------------------------------------------- | --------------------------------------------------- |
|                                                     | Jacques-Louis Hénon                                 |                                                     | Repubblicani opportunisti                           | 1870                                                | 1872                                                |                                                     |
|                                                     | Désiré Barodet                                      |                                                     | Repubblicani opportunisti                           | 1872                                                | 1873                                                |                                                     |
|                                                     | Antoine Gailleton                                   |                                                     | Repubblicani opportunisti                           | 1881                                                | 1900                                                |                                                     |
|                                                     | Jean-Victor Augagneur                               |                                                     | Repubblicani opportunisti                           | 1900                                                | 30 ottobre 1905                                     |                                                     |
|                                                     | Édouard Herriot                                     |                                                     | Partito Radicale                                    | 3 novembre 1905                                     | 20 settembre 1940                                   |                                                     |

## Governo di Vichy (1940-1944)
| Sindaci nominati dal governo (1940-1944) | Sindaci nominati dal governo (1940-1944) | Sindaci nominati dal governo (1940-1944) | Sindaci nominati dal governo (1940-1944) | Sindaci nominati dal governo (1940-1944) |
| Nominativo                               | Partito                                  | Partito                                  | Mandato                                  | Mandato                                  |
| Nominativo                               | Partito                                  | Partito                                  | Inizio                                   | Fine                                     |
| ---------------------------------------- | ---------------------------------------- | ---------------------------------------- | ---------------------------------------- | ---------------------------------------- |
| Georges Cohendy                          |                                          | Indipendente                             | 20 settembre 1940                        | 20 giugno 1941                           |
| Georges Villiers                         |                                          | Indipendente                             | 20 giugno 1941                           | 31 dicembre 1942                         |
| Pierre-Louis-André Bertrand              |                                          | Indipendente                             | 20 gennaio 1943                          | 11 febbraio 1944                         |

## Quarta Repubblica francese (1944-1958)
| Sindaci nominati dal Governo provvisorio della Repubblica francese (1944-1945) | Sindaci nominati dal Governo provvisorio della Repubblica francese (1944-1945) | Sindaci nominati dal Governo provvisorio della Repubblica francese (1944-1945) | Sindaci nominati dal Governo provvisorio della Repubblica francese (1944-1945) | Sindaci nominati dal Governo provvisorio della Repubblica francese (1944-1945) | Sindaci nominati dal Governo provvisorio della Repubblica francese (1944-1945) | Sindaci nominati dal Governo provvisorio della Repubblica francese (1944-1945) |
| Nominativo                                                                     | Nominativo                                                                     | Partito                                                                        | Partito                                                                        | Mandato                                                                        | Mandato                                                                        | Elezione                                                                       |
| Nominativo                                                                     | Nominativo                                                                     | Partito                                                                        | Partito                                                                        | Inizio                                                                         | Fine                                                                           | Elezione                                                                       |
| ------------------------------------------------------------------------------ | ------------------------------------------------------------------------------ | ------------------------------------------------------------------------------ | ------------------------------------------------------------------------------ | ------------------------------------------------------------------------------ | ------------------------------------------------------------------------------ | ------------------------------------------------------------------------------ |
|                                                                                | Justin Godart                                                                  |                                                                                | Partito Radicale                                                               | 3 settembre 1944                                                               | 18 maggio 1945                                                                 | –                                                                              |
| Sindaci eletti dal Consiglio municipale (dal 1945)                             |                                                                                |                                                                                |                                                                                |                                                                                |                                                                                |                                                                                |
| Nominativo                                                                     | Nominativo                                                                     | Partito                                                                        | Partito                                                                        | Mandato                                                                        | Mandato                                                                        | Elezione                                                                       |
| Nominativo                                                                     | Nominativo                                                                     | Partito                                                                        | Partito                                                                        | Inizio                                                                         | Fine                                                                           | Elezione                                                                       |
|                                                                                | Édouard Herriot                                                                |                                                                                | Partito Radicale                                                               | 18 maggio 1945                                                                 | 1947                                                                           | Elezione 1945                                                                  |
| 1947                                                                           | Édouard Herriot                                                                | 1953                                                                           | Partito Radicale                                                               | Elezione 1947                                                                  |                                                                                |                                                                                |
| 1953                                                                           | Édouard Herriot                                                                | 26 marzo 1957                                                                  | Partito Radicale                                                               | Elezione 1953                                                                  |                                                                                |                                                                                |
|                                                                                | Louis Pradel                                                                   |                                                                                | Indipendente                                                                   | Elezione 1953                                                                  | 14 aprile 1957                                                                 | 4 ottobre 1958                                                                 |

## Quinta Repubblica francese (dal 1958)
| Sindaci eletti dal Consiglio municipale (dal 1958) | Sindaci eletti dal Consiglio municipale (dal 1958) | Sindaci eletti dal Consiglio municipale (dal 1958) | Sindaci eletti dal Consiglio municipale (dal 1958) | Sindaci eletti dal Consiglio municipale (dal 1958) | Sindaci eletti dal Consiglio municipale (dal 1958) | Sindaci eletti dal Consiglio municipale (dal 1958) |
| Nominativo                                         | Nominativo                                         | Partito                                            | Partito                                            | Mandato                                            | Mandato                                            | Elezione                                           |
| Nominativo                                         | Nominativo                                         | Partito                                            | Partito                                            | Inizio                                             | Fine                                               | Elezione                                           |
| -------------------------------------------------- | -------------------------------------------------- | -------------------------------------------------- | -------------------------------------------------- | -------------------------------------------------- | -------------------------------------------------- | -------------------------------------------------- |
|                                                    | Louis Pradel                                       |                                                    | Indipendente                                       | 4 ottobre 1958                                     | 1965                                               | Elezione 1959                                      |
| 1965                                               | Louis Pradel                                       | 1971                                               | Indipendente                                       | Elezione 1965                                      |                                                    |                                                    |
| 1971                                               | Louis Pradel                                       | 27 novembre 1976                                   | Indipendente                                       | Elezione 1971                                      |                                                    |                                                    |
|                                                    | Francisque Collomb                                 |                                                    | Indipendente                                       | Elezione 1971                                      | 5 dicembre 1976                                    | 1977                                               |
| 1977                                               | Francisque Collomb                                 | 1983                                               | Indipendente                                       | Elezione 1977                                      |                                                    |                                                    |
| 1983                                               | Francisque Collomb                                 | 24 marzo 1989                                      | Indipendente                                       | Elezione 1983                                      |                                                    |                                                    |
|                                                    | Michel Noir                                        |                                                    | Raggruppamento per la Repubblica                   | 24 marzo 1989                                      | 25 giugno 1995                                     | Elezione 1989                                      |
|                                                    | Raymond Barre                                      |                                                    | Indipendente                                       | 25 giugno 1995                                     | 25 marzo 2001                                      | Elezione 1995                                      |
|                                                    | Gérard Collomb                                     |                                                    | Partito Socialista                                 | 25 marzo 2001                                      | 2008                                               | Elezione 2001                                      |
| 2008                                               | Gérard Collomb                                     | 2014                                               | Partito Socialista                                 | Elezione 2008                                      |                                                    |                                                    |
| 2014                                               | Gérard Collomb                                     | 17 luglio 2017                                     | Partito Socialista                                 | Elezione 2014                                      |                                                    |                                                    |
|                                                    | Georges Képénékian                                 |                                                    | La République En Marche                            | Elezione 2014                                      | 17 luglio 2017                                     | 5 novembre 2018                                    |
|                                                    | Gérard Collomb                                     |                                                    | La République En Marche                            | Elezione 2014                                      | 5 novembre 2018                                    | 4 luglio 2020                                      |
|                                                    | Grégory Doucet                                     |                                                    | Europa Ecologia I Verdi                            | 4 luglio 2020                                      | in carica                                          | Elezione 2020                                      |